# مانوئل اولاو الیاس
مانوئل اولاو الیاس (به اسپانیایی: Manuel Ulloa Elías) (زاده ۱۲ نوامبر ۱۹۲۲ – درگذشته ۹ اوت ۱۹۹۲) سیاست‌مدار و اقتصاددان اهل پرو بود. وی از ۲۸ ژوئیه ۱۹۸۰ تا ۹ دسامبر ۱۹۸۲ نخست‌وزیر این کشور بود.